# Лубянка
Лубя́нка  — гідрологічний заказник місцевого значення. Розташований між селами Хотіївка та Медведівка Семенівського району Чернігівської області.

## Загальні відомості
Гідрологічний заказник місцевого значення «Лубянка» створений рішенням Чернігівського облвиконкому від 27 грудня 1979 року № 561.
Заказник загальною площею 128 га розташований на землях Тимоновицької та Хотіївської сільських рад Семенівського району Чернігівської області.

## Завдання
Заказник створений з метою охорони та збереження в природному стані болота важливого водоохоронного значення.